# 浜松市可美公園総合センター
浜松市可美公園総合センター（はままつしかみこうえんそうごうセンター）は、静岡県浜松市中央区の可美公園にある複合文化施設である。運営は市より委託された指定管理者により行われている。

## 概要
ホールはダンスやバレエにも使用できるように、固定座席とパイプイスを並べる多目的ホールであり、浜松市みをつくし文化センターと全く同じ形式である。地理的には浜松市福祉文化会館と雄踏文化センターに左右はさまれた場所に位置するが、市内の小中学生リコーダーコンクールの会場でもあり、カラオケ発表会の場などとして積極的に利用されている。
- ホール - 固定座席およびパイプ椅子496席。
- 体育館 - 若干名の観客席あり。
- 研修室3室
- 会議室
- 視聴覚室 - 会議室として使用可
- 和室2室
- 軽運動室 - ダンス、空手、剣道、卓球など
- 体育指導室 - 会議室として使用可
- 控室 - 会議室として使用可

## 交通アクセス
- 東海道本線高塚駅、徒歩約20分。
- 遠鉄バス「可美公園」バス停下車。
- 国道257号（旧東海道）沿い。
- 駐車場 - それぞれの施設ごとに無料駐車場あり。全体で約500台。

## その他
- 開館時間: 9:00 - 21:30
- 休館日: 第4月曜日を除く月曜日、年末年始